# Typosyllis grandigularis
Typosyllis grandigularis är en ringmaskart som först beskrevs av Addison Emery Verrill 1900.  Typosyllis grandigularis ingår i släktet Typosyllis och familjen Syllidae. Inga underarter finns listade i Catalogue of Life.